# Lingua Banjar
La lingua Banjar (in Banjar: Bahasa/Basa Banjar; in indonesiano: Bahasa Banjar; in Jawi: بهاس بنجر) è una lingua austronesiana parlata dal popolo Banjarese della provincia meridionale del Kalimantan in Indonesia. Poiché i banjaresi erano storicamente dei commercianti nomadi, il banjarese è stato parlato in tutta l'Indonesia moderna e nel mondo malese.